# Wał Zielonogórski
Wał Zielonogórski (315.74) – mezoregion fizycznogeograficzny w zachodniej Polsce, wschodnia i równocześnie najwyższa część Wzniesień Zielonogórskich. Powierzchnia 240 km².
Wał stanowi wzniesienie glacitektoniczne (spiętrzone przez nasuwający się lodowiec), zbudowane z zaburzonych skał trzeciorzędowych, z węglem brunatnym. Obszar cechuje się znacznymi wysokościami bezwzględnymi (Góra Wilkanowska – 221 m n.p.m.) i względnymi (do 100 m).
Region w większości zalesiony, na południowych stokach do połowy XIX w. uprawiano winną latorośl. Północny skłon Wału Zielonogórskiego jest obecnie silnie zurbanizowany, leży tu duży ośrodek przemysłowy i administracyjny – Zielona Góra.
W latach 2008–2009 na Wale Zielonogórskim wytyczono 6 szlaków do nordic walking.